# دوروثي بي. هيوز
دوروثي بي. هيوز (بالإنجليزية: Dorothy B. Hughes)‏‏ (10 أغسطس 1904 في كانزاس سيتي، ميزوري - 6 مايو 1993 في آشلاند) صحفية، وروائية، وكاتبة سيناريو، وناقدة أدبية، وشاعرة، وكاتبة خيال علمي، وكاتِبة من الولايات المتحدة.

## الجوائز
- جائزة إدغار
- Yale Series of Younger Poets [الإنجليزية]‏[8]

## روابط خارجية
- دوروثي بي. هيوز على موقع IMDb (الإنجليزية)
- دوروثي بي. هيوز على موقع قاعدة بيانات الفيلم (الإنجليزية)